# 斯塔福德 (內布拉斯加州)
斯塔福德（英語：Stafford）是位於美國內布拉斯加州霍爾特縣的非建制地區。

## 歷史
斯塔福德的郵局於1888年設立，其後於1938年停運。

## 地理
斯塔福德所處的海拔為高於海平面580米（即1903英呎），而該地所採用的時區為UTC-6，即北美中部时区（CST）。同時該地設有夏令時間，為UTC-6調快一小時，即UTC-5（CDT）。